# William H. Standley (Schiff)
Die William H. Standley, auch USS William H. Standley, (Kennungen: DLG-32 und CG-32) war ein Lenkwaffenkreuzer der United States Navy und gehörte zur Belknap-Klasse. Sie wurde nach Admiral William Harrison Standley benannt, der Chief of Naval Operations und später Botschafter der Vereinigten Staaten in der Sowjetunion war.

## Geschichte
Die DLG-32 wurde 1962 bei Bath Iron Works in Auftrag gegeben und Mitte 1963 dort auf Kiel gelegt. Ende des Jahres 1964 lief das Schiff von Stapel und wurde nach erfolgter Endausrüstung und ersten Erprobungsfahrten am 9. Juli 1966 in Dienst gestellt.
In den ersten Jahren ihrer Dienstzeit fuhr die William H. Standley vor der Küste Vietnams, wo sie am Vietnamkrieg teilnahm. Insgesamt gewann die Besatzung in dieser Zeit fünf Battle Stars. Ab 1972 folgten Operationen in der Atlantikflotte, unter anderem auch im Mittelmeer. 1975 erfolgte die Umklassifizierung des Schiffes, von DLG (Zerstörerführer) zu CG (Kreuzer).
Ab Juni 1990 lag die William H. Standley über ein Jahr in der Werft, wo sie das „New Thread Upgrade“ erhielt, im Wesentlichen eine Verbesserung der Elektronik und der Bewaffnung des Schiffes. Aufgrund des Endes des Kalten Krieges wurde der Kreuzer jedoch bereits dreieinhalb Jahre nach der Ausdockung außer Dienst gestellt. Bis 2005 lag sie in der Suisun Bay, San Francisco, wo sie Teil der dortigen Reserveflotte war. Am 25. Juni des Jahres wurde sie schließlich, zusammen mit dem Spruance-Zerstörer Elliot in einer Übung versenkt. Die beiden Schiffe bilden nun künstliche Riffe im Korallenmeer, ca. 100 Meilen östlich von K’gari, Australien.